# Laurent Macquet
Laurent Macquet est un footballeur professionnel français né le 11 août 1979 à Lille.

## Biographie
Laurent Macquet rejoint le centre de formation de l'AS Cannes à l'âge de 14 ans grâce à Richard Bettoni, alors formateur au sein du club azuréen.
Il fait ses débuts avec l'équipe première le 6 février 1999 contre l'Amiens SC à l'occasion de la 26e journée de la Division 2. Après une relégation en 2001 et une montée manquée l'année suivante, il résilie son contrat pour rejoindre le Sporting de Charleroi en Division 1 belge en décembre 2002.
En 2007, il s'engage pour deux saisons avec Grenoble. Il contribue à la troisième place du club isérois en Ligue 2 et découvre la Ligue 1 à l'âge de 29 ans. De moins en moins utilisé par Mécha Baždarević, il retourne en Ligue 2 à Vannes le 2 janvier 2009.
Au début de l'été 2011, il se propose à son club formateur mais David Guion estime que l'effectif est suffisamment fourni au milieu de terrain. Il signe finalement le 18 août un contrat de deux ans avec l'EFC Fréjus Saint-Raphaël, mais n'y reste qu'une saison. Il termine sa carrière après des passages au sein de l'ES Cannet-Rocheville et du FC Mougins, respectivement en Division d'honneur et en Promotion d'honneur.
Impliqué dans le développement du FC Mougins, il est élu vice-président chargé des Affaires sportives en juillet 2016, poste qu'il cumule avec ceux de joueur et d'éducateur.

## Palmarès
| - ES Cannet-Rocheville - Division d'Honneur - Champion : 2015 |